# Sławomir Łaguna
Sławomir Łaguna (ur. 1 kwietnia 1889 w guberni suwalskiej, zm. 1940 w ZSRR) – polski polityk i samorządowiec, poseł na Sejm III kadencji (1930–1935), prezydent Siedlec (1931–1939).

## Życiorys
Urodził się na Suwalszczyźnie. Pochodził ze szlacheckiej rodziny Łagunów h. Grzymała, był synem Leona i Zofii z Ferańskich. W 1905 wziął udział w strajkach w Królestwie Polskim. Po ukończeniu w 1908 gimnazjum w Baku studiował na Politechnice w Sankt Petersburgu oraz prawo na Uniwersytecie Kijowskim. W latach 1911–1912 i 1914–1917 służył w armii rosyjskiej, następnie organizował polskie oddziały wojskowe w Mohylowie Podolskim. Po odzyskaniu przez Polskę niepodległości służył w Wojsku Polskim (1918–1923). Walczył w wojnie polsko-bolszewickiej. Jako porucznik piechoty był. m.in. dowódcą dworca w Rokitnie. Zwolniony do rezerwy w stopniu kapitana piechoty 8 pułku piechoty Legionów. Od 1926 pracował w wydziale bezpieczeństwa Urzędu Wojewódzkiego Lubelskiego. W 1927 objął funkcję wiceprezydenta Siedlec, a w 1931 został prezydentem miasta. Swoją funkcję wykonywał do wybuchu II wojny światowej.
Był członkiem BBWR, następnie OZN. Z ramienia BBWR sprawował mandat posła III kadencji wybranego w okręgu Siedlce.
Od 1922 był mężem Stanisławy Szczepańskiej.
Po agresji sowieckiej na Polskę więziony w Białymstoku, następnie zamordowany najprawdopodobniej w 1940.

## Ordery i odznaczenia
- Krzyż Walecznych
- Złoty Krzyż Zasługi (7 listopada 1929)[2]
- Medal Niepodległości
- Medal Pamiątkowy za Wojnę 1918–1921
- Medal Dziesięciolecia Odzyskanej Niepodległości
- Brązowy Medal za Długoletnią Służbę